# جناح متعدد الأوضاع

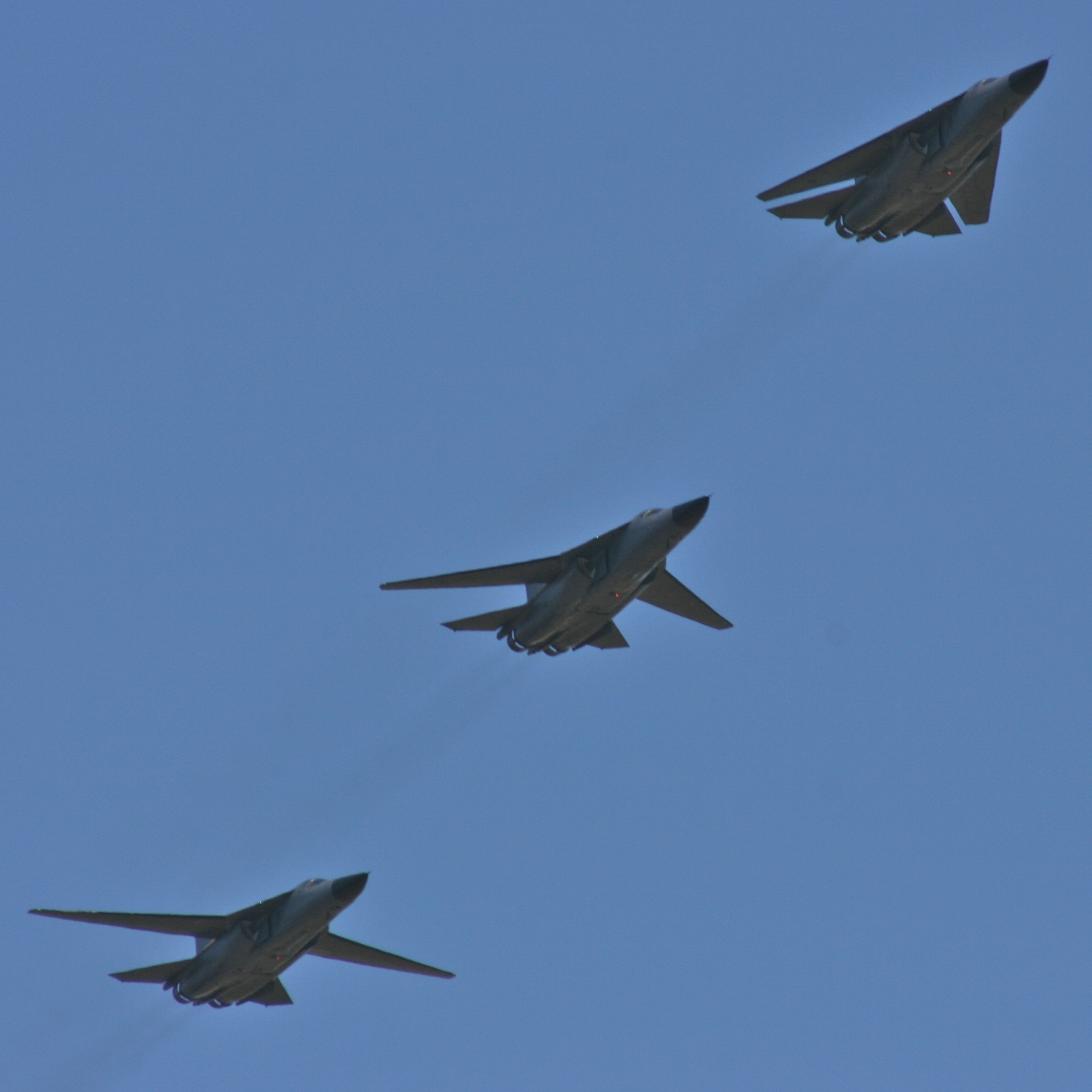
طائرة إف-111 أمريكية وهي من أوائل الطائرات التي أدخلت بها نظام الأجنحة المتحركة أو المتغيرة الأوضاع. تظهر بالصورة الأوضاع الثلاثة لأجنحة الطائرة.

الجناح متعدد الأوضاع هو جناح طائرة من الممكن أن ينسحب للخلف ويتغير وضعه (أي تتغير زاوية الجناح) أثناء الطيران ثم يعود لوضعه الأصلي بعد ذلك. يسمح هذا النوع من الأجنحة بتعديل جسم الطائرة أثناء الطيران وانسيابية الهواء من حولها.
تعتبر الأجنحة المرتدة للخلف أكثر ملائمة لظروف السرعات العالية، بينما الأجنحة المنفردة أو الغير-مرتدة بشكل كبير تعتبر أفضل للسرعات المنخفضة مما يسمح للطائرة بحمل وقود أو حمولة كما يؤدي لزيادة الكفائة الميدانية للطائرة. يعطي الجناح المتعدد الأوضاع المجال للطيار أن يتخير الوضع المناسب للأجنحة حسب السرعة المرغوبة للطائرة. يكون أفضل استخدام للأجنحة المتغيرة هي في الطائرات المتوقع أن تعمل في سرعات عالية ومنخفضة ولهذه الأسباب لم تستخدم الأجنحة المتغيرة إلا في الطائرات العسكرية.
على الرغم من نجاح عدة نماذج للأجنحة المتحركة وتطبيقها في عدة طائرات مشهورة مثل الإف-14 توم كات والميج-23 إلا إنه نتيجة للتقدم الحاصل في تكنولوجيا الطائرات والمواد المصنعة منها، فقد ضعفت الفائدة من إنتاج طائرة ذات أجنحة متحركة نظرا لتحقيق الطائرات الحديثة الأداء المطلوب دون الحاجة للأجنحة المتحركة.

## طائرات ذات أجنحة متعددة الأوضاع
- جنرل داينمكس إف-111 آردفارك.
- غرومان إف-14 توم كات.
- ميكويان-جيروفيتش ميج-23.
- ميكويان-جيروفيتش ميج-27.
- تورنادو.
- بي-1 لانسر.
- سوخوي سو-17.
- سوخوي سو-24.
- توبوليف تو-22.
- توبوليف تو-160.